# Октябрьский (Октябрьский сельский округ)
Октябрьский — посёлок в Тульской области России.
В рамках административно-территориального устройства является центром Октябрьского сельского округа Ефремовского района, в рамках организации местного самоуправления входит в муниципальное образование город Ефремов со статусом городского округа.

## География
Расположен в 20 км к востоку от города Ефремов.

## Население
| 2002 | 2004 | 2010 |
| ---- | ---- | ---- |
| 328  | ↗365 | ↘327 |